# Lomonosov
Lomonosov (em russo:  Ломоно́сов; pré-1948: Oranienbaum, Ораниенба́ум) é uma cidade da Rússia sob jurisdição de São Petersburgo. 
Situa-se na costa sul do golfo da Finlândia, a oeste de São Petersburgo. População: 37.776 (censo de 2002). É a sede de um palácio do século XVIII, uma das poucas construções históricas nas imediações que não caíram sob mãos nazistas na Segunda Guerra Mundial.

## Nome
O nome original da cidade é Oranienbaum, que significa "laranjeira" em alemão antigo. O nome se referia inicialmente ao palácio, que tinha uma estufa de plantas exóticas. 
O nome atual homenageia o cientista, poeta e vidreiro Mikhail Lomonosov. Em 1754, Lomonosov fundou uma fábrica de vidros coloridos perto de Oranienbaum, no vilarejo de Ust-Ruditsa.

## Transportes
Pode-se chegar a Lomonosov por trem, saindo do terminal Báltico para a estação Oranienbaum.

## Miscelânea
A cidade é o berço de Ígor Stravinski (1882).